# Eucalyptus largiflorens

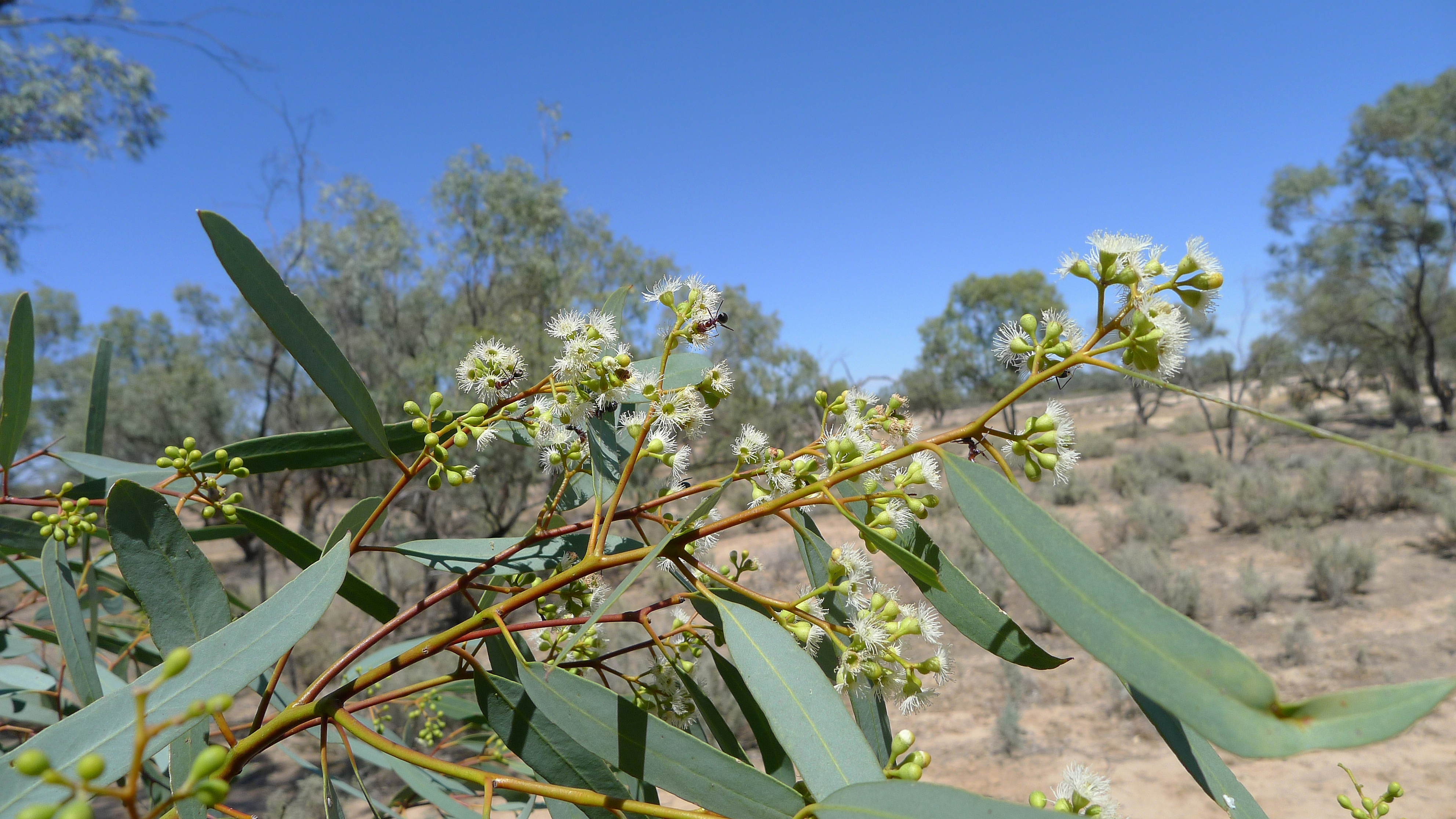
Zweig mit Blättern und Blüten

Eucalyptus largiflorens ist eine Pflanzenart innerhalb der Familie der Myrtengewächse (Myrtaceae). Sie kommt im Südosten Australiens vor und wird dort „Black Box“, „Flooded Box“ oder „River Box“ genannt.

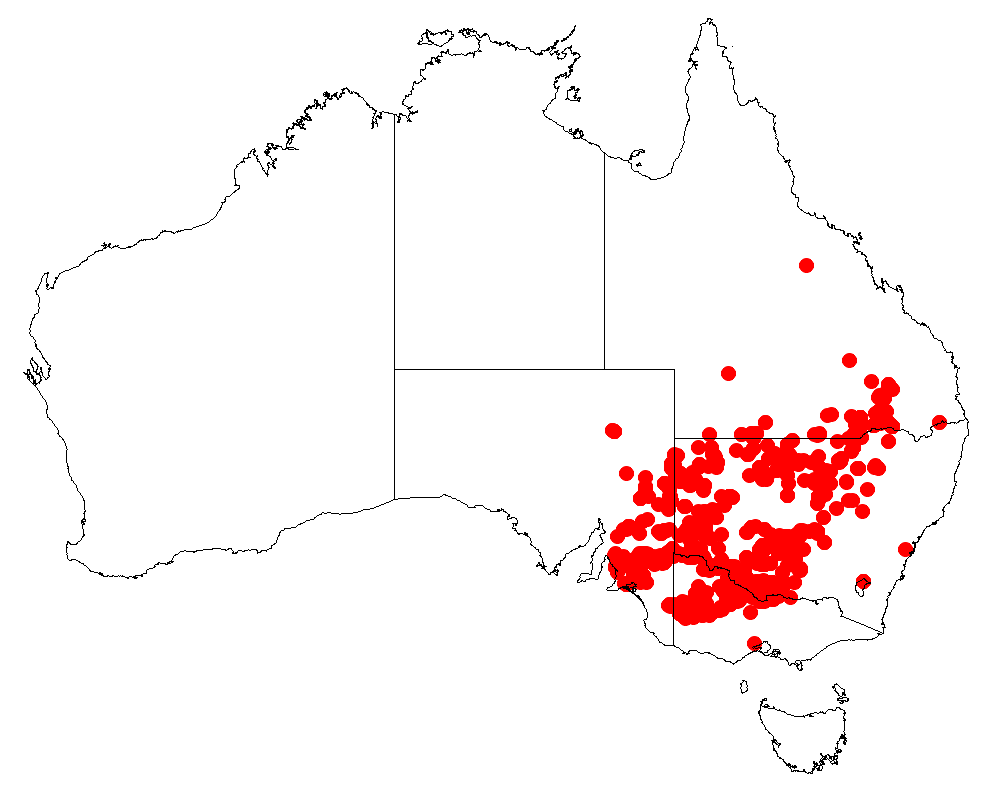
Verbreitung

## Beschreibung

### Erscheinungsbild und Blatt
Eucalyptus largiflorens wächst als immergrüner Baum, der Wuchshöhen von bis über 20 Meter erreicht. Die Borke verbleibt am gesamten Baum, ist grau bis grau-schwarz und faserig-schuppig. Der Stammdurchmesser erreicht über 75 Zentimeter.
Bei Eucalyptus largiflorens liegt Heterophyllie vor. Die Laubblätter an jungen Exemplaren sind linealisch und matt grau-grün bis blau-grün bemehlt. Die gleichfarbig matt grau-grünen Laubblätter an erwachsenen Exemplaren sind bei einer Länge von 9 bis 18 cm und einer Breite von 0,8 bis 1,8 cm schmal-lanzettlich bis lanzettlich.

### Blütenstand und Blüte
An einem im Querschnitt stielrunden, 3 bis 11 mm langen Blütenstandsschaft stehen in einem zusammengesetzten Gesamtblütenstand etwa sieben- bis elfblütige Teilblütenstände. Der stielrunde Blütenstiel ist 1 bis 5 mm lang. Die Blütenknospe ist bei einer Länge von 4 bis 5 mm und einem Durchmesser von 2 bis 3 mm eiförmig. Die Calyptra ist halbkugelig oder konisch, kürzer und schmäler als der Blütenbecher (Hypanthium). Alle Staubblätter sind fruchtbar (fertil).

### Frucht
Die Frucht ist bei einer Länge 3 bis 6 mm und einem Durchmesser von 3 bis 5 mm halbkugelig oder eiförmig-gestutzt. Der Diskus ist eingedrückt, die Fruchtfächer sind eingeschlossen oder befinden sich auf der Höhe des Randes.

## Vorkommen
Eucalyptus largiflorens ist in einigen Gebieten eine dominante Art und wächst in grasigem, lichten Wald auf schweren, schwarzen Lehmböden an jahreszeitlich überfluteten Standorten. In New South Wales kommt sie in den mittleren und westlichen Landesteilen, westlich einer Linie Mungindi–Condobolin, vor. Darüber hinaus findet sich Eucalyptus largiflorens im angrenzenden, südlichen Queensland, im südöstlichen South Australia und im nordwestlichen Victoria. Mit Ausnahme des Gebietes um Adelaide liegen die Standorte im Landesinneren.

## Taxonomie
Die Erstbeschreibung von Eucalyptus largiflorens erfolgte 1855 durch Ferdinand von Mueller unter dem Titel Description of fifty new Australian plants, chiefly from the colony of Victoria in Transactions and Proceedings of the Victorian Institute for the Advancement of Science, Volume 2, S. 34. Er beschreibt das Auftreten „in bushy, barren localities on the Murray, Avoca, Wimmera and on St Vincent's Gulf“. Das Artepitheton largiflorens ist aus den lateinischen Wörtern largus für breit und florens für blühend zusammengesetzt.
Synonyme für Eucalyptus largiflorens F.Muell. sind: Eucalyptus largiflorens F.Muell. var. largiflorens, Eucalyptus parviflora F.Muell. nom. inval. pro. syn., Eucalyptus aff. largiflorens; alle anderen Synonyme gelten als zweifelhaft.